# Coronación canónica de la Virgen del Henar
Nuestra Señora de El Henar o Virgen de El Henar es una advocación mariana que se venera en el Santuario de El Henar, situado a 5 kilómetros de la villa de Cuéllar (Segovia), en la Comunidad autónoma de Castilla y León (España). Fue coronada canónicamente el 25 de junio de 1972 en una ceremonia multitudinaria.

## Antecedentes
La Coronación de la Virgen fue impulsada por la congregación Carmelita, que desde su llegada al santuario persiguieron la idea, hasta finalmente, conseguirlo. Desde 1956 y durante diez años, hasta su muerte, el P. Manuel María Ibáñez vivió entusiasmado con la idea, y presentó su campaña a Daniel Llorente y Federico, obispo de la diócesis, quien a pesar de aprobarla, fue dando largas, falleciendo antes de haber conseguido que su virgen fuera coronada. Aun así, consiguió reunir más de 30.000 firmas pidiendo la gracia de la Coronación.
A pesar de que la idea se quedó estancada, la Congregación continuó con el proyecto que había marcado el P. Manuel, y a principios de 1969 se restauró a fondo la imagen: se eliminaron los elementos añadidos en el siglo XVIII, que la habían convertido en una talla de caballete vestida con amplios ropajes, cuando realmente se trata de una de bulto. Se encargó la restauración al artista segoviano Ángel García Ayuso, y fue presentada al público el 25 de marzo del mismo año. Para completar el conjunto, también se restauró el camarín y la sala de exvotos, que fue convertido en museo del Santuario.
Una vez realizados los trabajos de restauración, comenzó la nueva y definitiva etapa de la Coronación de la Virgen, en la que se empezó de cero, pues habían pasado ocho largos años. Apenas había tomado asiento el nuevo obispo, Antonio Palenzuela Velázquez, cuando la congregación propuso nuevamente la coronación, idea que entusiasmó al nuevo obispo, que dio permiso para iniciar los trámites. Finalizados los preparativos diocesanos y civiles, así como los de la Orden del Carmen, se llevó la petición oficial a Roma el 28 de abril de 1971 por el asistente general de los Carmelitas. Consistía en una memoria en la que se detallaban aspectos artísticos, históricos y devocionales de la imagen, acompañada de una edición especial del libro de la historia del Santuario, encuadernada en piel blanca y personalizada con el emblema estampado en oro de su destinatario, Pablo VI.
El 30 de mayo del mismo año llegó el Decreto Vaticano, y el 30 de octubre el obispo publicó en el Boletín Oficial del Obispado una Exhortación Pastoral dirigida a toda la provincia, y especialmente a los municipios de la Comunidad de Villa y Tierra de Cuéllar, que la aclamaban como patrona. Se acordó entonces la fecha de la Coronación, el 25 de junio, así como que durante la Cuaresma de ese año se debía predicar al menos cuatro días en cada uno de los municipios de la Comunidad, actos que estarían presididos por la imagen. Comienza entonces un peregrinaje de la Virgen, acompañada de diversos religiosos que predicaban y realizaban los oficios multitudinarios que se celebraron en cada uno de los municipios, finalizando en Cuéllar, en un acto presidido por el obispo de Segovia, y que, por la afluencia de público, tuvo que celebrarse en la plaza de toros.
Los últimos meses que precedieron a la coronación estuvieron cargados de obras y mejoras: pavimentación, arreglo de zócalos, restauración de algunas pinturas en el templo e iluminación moderna en los alrededores.

## Padrinazgo
A petición de la Congregación, la Diputación de Segovia aceptó el padrinazgo de la coronación, nombrando delegado para la celebración a su presidente, el cuellarano Modesto Fraile Poujade.
La Diputación financió la publicidad, y editó un disco con los cantos de la Virgen, interpretados por la Coral vallisoletana, quien a cargo de la Diputación ofreció un concierto religioso popular el 18 de junio en el Santuario, en el que se presentó el Himno de la Coronación, con letra del segoviano Rafael Matesanz y música a cargo de Juan Alfonso García, maestro de capilla de Granada.
Tres días antes de la fiesta tuvo lugar en el Santuario el Triduo preparatorio, predicado por un fraile carmelita, el vicario de la diócesis, y el obispo.